# Kim Yong-hwan (athlétisme)
Pour les articles homonymes, voir Kim Yong-Hwan.
Kim Yong-Hwan (né le 20 juin 1971) est un athlète sud-coréen, spécialiste des courses de demi-fond.

## Biographie
Il remporte la médaille d'or du 800 mètres lors des championnats d'Asie 1995 à Djakarta.

### Palmarès
| Date | Compétition         | Lieu     | Résultat | Épreuve   | Performance   |
| ---- | ------------------- | -------- | -------- | --------- | ------------- |
| 1995 | Championnats d'Asie | Djakarta | 1er      | 800 m     | 1 min 50 s 05 |
| 1998 | Championnats d'Asie | Fukuoka  | 2e       | 4 x 400 m |               |

### Records
| Épreuve | Performance   | Lieu    | Date       |
| ------- | ------------- | ------- | ---------- |
| 800 m   | 1 min 49 s 69 | Yeochun | 4 mai 1998 |